# Jackson 5: The Ultimate Collection
The Ultimate Collection es una compilación de The Jackson 5 que incluye temas también de Michael Jackson y Jermaine Jackson en solitario.

## Lista de canciones
1. I Want You Back
2. ABC
3. The Love You Save
4. I'll Be There
5. It's Your Thing
6. Who's Lovin' You
7. Mama's Parl
8. Never Can Say Goodbye
9. Maybe Tomorrow
10. Got To Be There
11. Sugar Daddy
12. Rockin' Robin
13. Daddy's Home
14. Lookin' Through The window
15. I Wanna Be Where You Are
16. Get It Together
17. Dancing Machine
18. The Life of The Party
19. I Am Love
20. Just A Little Bit of You
21. It's -Your Thing [The J5 in '95 Extended Mix]

## Carátula
https://web.archive.org/web/20160304074441/http://images.uulyrics.com/cover/t/the-jackson-5/album-the-ultimate-collection.jpg
- Datos: Q4381981